# Maurice Ponga
Maurice Ponga, né le 5 juin 1947 à Kouaoua (Nouvelle-Calédonie), est un homme politique français. Il est élu député européen le 7 juin 2009 et réélu le 25 mai 2014, dans la section Pacifique de la circonscription Outre-Mer.

## Biographie

### Enfance et formation
Kanak né dans un petit village minier de la côte est de la Grande Terre, Maurice Ponga devient instituteur au sein de la Fédération de l'Enseignement libre protestant (FELP), organisation gérant les établissements d'enseignement confessionnel protestant en Nouvelle-Calédonie.
Il est le frère de Théophile Ponga, conseiller régional de l'Est puis conseiller provincial du Nord, ainsi que membre du Congrès de 1988 à 1989 et de 1991 à sa mort en 1992. Il est également le beau-frère de Léontine Ponga (née Wema), élue à la province Nord et au Congrès de 2009 à 2014, et l'oncle d'Alcide Ponga, maire de Kouaoua de 2014 à 2025, puis président du gouvernement de la Nouvelle-Calédonie à partir de 2025.

### Enseignement dans le privé
Il enseigne à Houaïlou de 1966 à 1976, avant de prendre le poste de responsable pédagogique de la FELP de 1977 à 1995.

### Carrière politique
Il se lance pour la première fois en politique lors des élections provinciales du 9 juillet 1995. Anti-indépendantiste, il est alors troisième sur la liste Rassemblement pour la Calédonie dans la République (RPCR) conduite par Maurice Nénou qui obtient deux sièges à l'assemblée de la Province Nord et au Congrès du Territoire. En situation inéligible, Maurice Ponga fait néanmoins son entrée dans l'assemblée de Province et au Congrès à la suite du décès de Maurice Nénou, le 27 novembre 1996. Il est le suppléant du député de la 2e circonscription, Pierre Frogier, de 1997 à 2007. 

#### Membre du gouvernement local
Le 29 janvier 1999, il est élu à la présidence de la Commission de la Santé et de la Protection sociale du Congrès, à la suite de la démission de Gaël Yanno. Deuxième sur la liste RPCR en Province Nord, qui obtient quatre sièges à l'assemblée de Province et trois au Congrès lors des élections provinciales du 9 mai 1999, il est désigné pour entrer dans le premier gouvernement de Nouvelle-Calédonie mené par Jean Lèques, à partir du 28 mai 1999.
Membre de tous les gouvernements de la Nouvelle-Calédonie entre 1999 et 2009 (à l'exception du premier gouvernement Thémereau qui démissionne dès sa mise en place, en 2004), il est chargé des secteurs de l'Agriculture et de l'Élevage dans le gouvernement Lèques (1999-2001), puis de l'Agriculture et de la Pêche au sein du premier gouvernement Frogier (2001-2002). Il est toujours chargé de l'Agriculture et de la Mer dans le deuxième gouvernement Frogier (2002-2004), et doit à ce titre organiser les réponses du gouvernement aux conséquences du cyclone Erica. Il prend ensuite en main la Jeunesse et les Sports dans le deuxième gouvernement Thémereau puis dans le deuxième gouvernement Martin. À ce poste, il joue un rôle actif dans la réussite de la candidature de Nouméa pour l'organisation des XIVe Jeux du Pacifique, en 2011.
Il est à nouveau candidat sur la liste Rassemblement-UMP (nouveau nom du RPCR) en Province Nord aux élections provinciales du 9 mai 2004, cette fois-ci en troisième position. Cette liste obtient 11,41 % des suffrages, 3 sièges sur 22 à l'Assemblée du Nord et 2 élus sur les 15 envoyés au Congrès. Il abandonne toutefois son siège d'élu lorsqu'il est reconduit dans le gouvernement local le 24 juin 2004. Il n'est pas candidat aux provinciales du 10 mai 2009.

#### Député européen
Il est choisi pour conduire la liste présentée par l'Union pour un mouvement populaire (UMP) dans la section Pacifique de la circonscription Outre-Mer aux élections européennes du 7 juin 2009. Pour se consacrer pleinement à cette campagne, il n'est donc candidat ni à l'Assemblée de la Province Nord (ni, a fortiori, au Congrès), ni au Gouvernement de la Nouvelle-Calédonie à la suite des élections provinciales du 10 mai de la même année. Sa candidature est soutenue localement en Nouvelle-Calédonie par les cinq principales formations anti-indépendantistes (outre son propre parti, le Rassemblement-UMP, il reçoit le soutien de Calédonie ensemble, de l'Avenir ensemble, du LMD et du RPC). 
Le 7 juin, la liste UMP arrive en tête dans l'ensemble de l'Outre-mer (avec 29,7 % des voix) et obtient un siège sur les trois de la circonscription. La formation de la majorité présidentielle ayant obtenu son plus fort score en pourcentage des suffrages exprimés dans la section Pacifique (44,4 %), Maurice Ponga est élu député européen. Rien qu'en Nouvelle-Calédonie, sa liste réunit 59,3 % des suffrages (mais avec une abstention de 78,2 % des inscrits). Il est le second néo-calédonien, et le deuxième Kanak, à siéger au sein du Parlement de Strasbourg, le premier étant Dick Ukeiwé (lui aussi membre du RPCR) de 1989 à 1994. 
Il siège au sein du groupe du Parti populaire européen et est membre de la commission du développement, de la délégation à la commission parlementaire Cariforum-UE et de la délégation pour les relations avec l'Australie et la Nouvelle-Zélande, ainsi que suppléant au sein de la commission du développement régional et de la délégation à l'Assemblée parlementaire paritaire. Il est également coprésident, avec le socialiste grec Spyros Danellis, du sous-groupe « Îles et Outre-mer européens » de l'intergroupe « Changement climatique, biodiversité et développement durable ». 
Il milite tout particulièrement pour une réforme du statut des Pays et territoire d'outre-mer (PTOM), dont il est le seul représentant au sein du Parlement européen, et de leurs relations avec l'UE. Il plaide notamment pour la définition d'un nouvel instrument financier qui leur serait dédié, estimant que leurs réalités socio-économiques ne relèvent plus de l'aide au développement et donc plus du Fonds européen de développement (FED). En mars 2013, il est le rapporteur du groupe PPE concernant le vote par le Parlement européen pour la nouvelle Décision d’association d’outre-mer (qui régit les rapports entre l'Union européenne et les PTOM, la décision d'association alors en vigueur arrivant à échéance le 31 décembre 2013) puis d’une résolution politique sur le 11e FED (le 10e fonds, celui de l'accord de Cotonou révisé, arrivant à son terme lui aussi à la fin de l'année 2013). Il défend alors la demande de création d’un instrument financier ad hoc, la création d’un référant PTOM dans chaque direction générale de la Commission européenne pour les aider à s'intégrer aux programmes horizontaux de l’Union ou encore la nécessité d’augmenter les fonds pour les PTOM et de garder le niveau d’aide pour Wallis-et-Futuna. Ses rapports et ses amendements sont adoptés par le Parlement européen. 
Il soutient la candidature de François Fillon pour la présidence de l'UMP lors du congrès d'automne 2012. Dans le même temps, dans le cadre des divisions internes de plus en plus fortes au sein du Rassemblement-UMP qui aboutit en 2013 à la dissidence de plusieurs figures du parti emmenées par l'ancien député Gaël Yanno, Maurice Ponga reste fidèle à la direction du parti et à son président Pierre Frogier. Lorsque l'organisation du mouvement est remaniée le 16 mai 2013, il devient le président du Comité d'éthique, nouvelle instance dirigeante composée, outre lui-même, de quinze membres et chargée de garantir « les valeurs du Rassemblement ».
Il soutient Nicolas Sarkozy pour la primaire présidentielle des Républicains de 2016.
Il parraine Laurent Wauquiez pour le congrès des Républicains de 2017, où celui-ci est élu président du parti.